# برگه وولتور

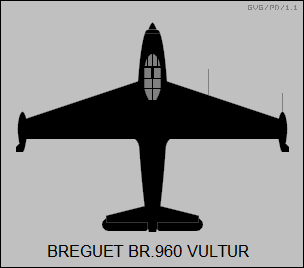
بالگرد فرانسوی

برگه وولتور (به انگلیسی: Breguet Vultur) یک هواگرد ساختِ کارخانهٔ برگه اویاسیون در کشور فرانسه است . این هواگرد برای نخستین بار در ۳ اوت ۱۹۵۱ میلادی مورد استفاده قرار گرفت.